# Regno di Galuh
Il regno di Galuh (Karajaan Galuh in sundanese) fu un regno sundanese situato nella regione occidentale dell'isola di Giava, esistito tra il 669 al 1482, nell'area di Giava occidentale. Dopo il crollo del regno di Tarumanagara nel VII secolo, lo stato venne a crearsi. Tradizionalmente il regno venne associato alla regione culturale di Priangan orientale, nell'area attorno ai fiumi Citanduy e Cimanuk. La capitale venne più volte spostata da Karangkamulyan, e Saunggalah ed infine a Kawali, presso l'attuale città di Ciamis. L'etimologia di "galuh" significava "pietra preziosa" in lingua giavanese antica.
Gli abitanti del regno erano sundanesi epinomi etnici, mentre la religione di maggioranza era l'induismo.

## Storia
Gran parte di ciò che si conosce sulla storia del regno è derivato dai miti o dalle storie sundanesi, trasmessi per via orale. Tra le poche fonti storiche si ricordano il Carita Parahyangan ed il Wangsakerta composti in epoche tarde. L'unica inscrizione del XIV secolo, l'inscrizione Astana Gede riscoperta a Kawali, sembra identificare il luogo come la capitale di Galuh. Da tutte queste fonti si può derivare il fatot che Galuh fosse un regno indù.
Secondo il manoscritto di Wangsakerta, Galuh era uno stato vassallo di Tarumanagara. Dopo la caduta della dinastia reale di Tarumanagara, Wretikandayun di Galuh, separò il suo territorio dal regno di Sunda ad ovest. Dal momento che il principe ereditario di Galuh era genero della regina Shima di Kalingga, un regno indù nella Giava Centrale, e Wretikandayun, supportato da Kalingga, chiese che il resto del territorio di Tarumanagara venisse diviso tra i due regni. Trovandosi in una posizione scomoda e non volendo rischiare una guerra civile, re Tarusbawa di Sunda acconsentì alle richieste di Wretikandayun. Nel 670, il regno di Tarumanagara venne quindi diviso in due regni: il regno di Sunda ad ovest e quello di Galuh ad est, separati dal fiume Tarum (Citarum).
Galuh continuò ad esistere come regno individuale come controparte del regno di Sunda sino a quando non venne assorbito ed incorporato da quest'ultimo nel X secolo. Galuh ed il regno di Sunda, formarono quindi insieme il Regno Unito di Sunda e Galuh. La sua capitale Kawali rimase la capitale del regno sino al XV secolo quando Sri Baduga Maharaja la spostò a Pakuan Pajajaran. Nell'ultimo periodo, durante l'espansione del sultanato Mataram, i menak (nobili) della parte orientale della regione (Ciamis, Tasikmalaya, Garut, Kuningan e Majalengka), cercarono di recuperare l'antico prestigio del regno ma senza riuscirvi.
L'unica testimonianza dello splendore di questo regno ad oggi è il tempio di Cangkuang a Leles, nella reggenza di Garut.

## Raja-raja Galuh
1. Wretikandayun (Rahiyangta ri Menir, 612-702)
2. Mandiminyak atau Prabu Suraghana (702-709)
3. Sanna atau Séna/Sannaha (709-716)
4. Purbasora (716-723)
5. Rakeyan Jambri/Sanjaya, Rakai Mataram/Harisdarma (723-732)
6. Tamperan Barmawijaya (732-739)
7. Sang Manarah (739-746)
8. Rakeyan ri Medang (746-753)
9. Rakeyan Diwus (753-777)
10. Rakeyan Wuwus (777-849)
11. Sang Hujung Carian (849-852)
12. Rakeyan Gendang (852-875)
13. Dewa Sanghiyang (875-882)
14. Prabu Sanghiyang (882-893)
15. Prabu Ditiya Maharaja (893-900)
16. Sang Lumahing Winduraja (900-923)
17. Sang Lumahing Kreta (923-1015)
18. Sang Lumahing Winduraja (1015-1033)
19. Rakeyan Darmasiksa (1033-1183)
20. Sang Lumahing Taman (1183-1189)
21. Sang Lumahing Tanjung (1189-1197)
22. Sang Lumahing Kikis (1197-1219)
23. Sang Lumahing Kiding (1219-1229)
24. Aki Kolot (1229-1239)
25. Prabu Maharaja (1239-1246)
26. Prabu Bunisora (1357-1371)
27. Mahaprabu Niskala Wastu Kancana (1371-1475)
28. Dewa Niskala (1475-1482)